# De Moraes (cráter)
De Moraes es un cráter de impacto que se encuentra en la parte norte de la cara oculta de la de Luna, situado al noreste del cráter de mayor tamaño Bridgman y al suroeste de van Rhijn.
Nombrado en honor de Abrahão de Moraes. Se trata de un cráter desgastado, con su brocal suavizado y redondeado tras una larga historia de impactos menores. Pequeños pero notables cráteres se superponen al borde y paredes interiores en los lados noreste y noroeste, y presenta una gubia inclinada en su borde oriental. El suelo interior carece de rasgos distintivos, y se caracteriza tan solo por unos pocos cráteres minúsculos.

## Cráteres satélite
Por convención estos elementos son identificados en los mapas lunares poniendo la letra en el lado del punto medio del cráter que está más cerca de De Moraes.
|           | \| De Moraes \| Coordenadas \| Diámetro \| \| --------- \| ------------------------------ \| -------- \| \| S \| 48°54′N 140°42′E / 48.9, 140.7 \| 45 km \| \| T \| 49°18′N 139°30′E / 49.3, 139.5 \| 46 km \| |          |
| De Moraes | Coordenadas | Diámetro |
| S         | 48°54′N 140°42′E / 48.9, 140.7 | 45 km    |
| T         | 49°18′N 139°30′E / 49.3, 139.5 | 46 km    |